# 1920 في فلسطين الانتدابية
أحداث عام 1920 في فلسطين الخاضعة للإدارة البريطانية (الجزء الخاضعة للسيطرة البريطانية من أراضي OETA).

## أصحاب المناصب
- المفوض السامي- السير هربرت لويس صموئيل من 1 يوليو.

## الأحداث
- 24 فبراير- مؤتمر لندن ينتهي باتفاق بين بريطانيا وفرنسا وإيطاليا على تقسيم الإمبراطورية العثمانية.
- 1 آذار/ مارس- مقتل الناشط الصهيوني جوزيف ترومبلدور وخمسة مقاتلين يهود فلسطينيين في معركة تل حاي. كان للمعركة أهمية أكبر بكثير من العدد الصغير من المقاتلين المشاركين على كلا الجانبين، ويرجع ذلك إلى تأثيرها على التاريخ الصهيوني، حيث صارث بمثابة الأسطورة البطولية الملهمة وأثرت بعمق على الاستراتيجيات العسكرية والسياسية الصهيونية. على مدى عدة عقود، وقد منحَت مستوطنةَ تل حاي شهرة واسعة ممتدة.
- 4- 7 أبريل/ نيسان - كانت أعمال الشغب المندلعة في موسم النبي موسى في البلدة القديمة في القدس وحولها بمثابة أول مناوشة واسعة النطاق في الصراع العربي الإسرائيلي. قُتل أربعة عرب وخمسة يهود، وأصيب 216 يهوديًا (18 حالة حرجة) و23 عربيًا (واحد حالته خطيرة). وكان غالبية الضحايا من أعضاء ييشوف القديم، ومعظمهم من اليهود الأرثوذكس غير الصهاينة أو المعادين للصهيونية. تم إجلاء حوالي 300 يهودي من البلدة القديمة في القدس .[1]
- 19 أبريل- انتخاب أول مجلس نواب يهود.
- 26 نيسان/ أبريل- انتهاء مؤتمر سان ريمو، حيث وافق المجلس الأعلى للحلفاء على تخصيص ولاية فلسطين (بما في ذلك منطقة شرق الأردن) إلى المملكة المتحدة، متضمنة الشروط المنصوص عليها في وعد بلفور. ومع ذلك، في هذا الوقت، لا تزال حدود الأراضي التي تسيطر عليها بريطانيا والإدارة الفلسطينية هي نهر الأردن. لا يزال شرق الأردن وشرق النهر، جزءًا من المملكة العربية السورية .[2]
- 31 مايو- عقد المؤتمر العربي الفلسطيني الثاني سرًا لأن السلطات البريطانية حظرته.
- 12 حزيران (يونيو)- بعد معركة تل حاي، أنشأت القيادة اليهودية في فلسطين منظمة شبه عسكرية يهودية "الهاغانا" لحماية المزارع والكيبوتسات اليهودية، معتقدة أن السكان اليهود في فلسطين لا يمكنهم الاعتماد على الإدارة البريطانية لحمايتهم من الهجمات المتكررة. نفذتها عصابات عربية محلية ضد يهود فلسطينيين.
- 30 يونيو - مقتل عربيين برصاص القوات البريطانية خلال مظاهرات في يافا عقب إنزال مهاجرين يهود جدد.[3]
- 1 تموز/ يوليو- تعيين السير هربرت لويس صموئيل وهو أول مفوض سام بريطاني لفلسطين .
- 1 يوليو- الانتهاء من تقرير بالين عن انتفاضة موسم النبي موسى عام 1920.
- 13-14 يوليو- الجمعيات الإسلامية المسيحية تنظم إضرابًا عامًا لمدة يومين احتجاجًا على انتداب وسلوك الجيش البريطاني.[4]
- 7 أغسطس- رُفض طلب السير هربرت لويس صموئيل بتوسيع حدود الأراضي البريطانية إلى ما وراء نهر الأردن ووضع شرق الأردن تحت سيطرته الإدارية. اقترح وزير الخارجية البريطاني اللورد كرزون بدلاً من ذلك تعزيز النفوذ البريطاني في شرق الأردن عن طريق إرسال عدد قليل من الضباط السياسيين دون مرافقة عسكرية لتشجيع الحكم الذاتي وتقديم المشورة للقادة المحليين في الإقليم.[5]
- 10 أغسطس - معاهدة سيفر تصادق على منح المملكة المتحدة انتدابًا لفلسطين. ولدت المعاهدة ميتة وحلت محلها معاهدة لوزان.
- 4 كانون الأول - انعقاد المؤتمر العربي الفلسطيني الثالث في حيفا.
- 6 كانون الأول - إنشاء الهستدروت في حيفا لرعاية مصالح العمال اليهود.
- 23 ديسمبر - تصدق المملكة المتحدة وفرنسا على الحدود بين سوريا التي تسيطر عليها فرنسا وفلسطين التي تسيطر عليها بريطانيا .

### تواريخ غير معروفة
- تأسيس كيبوتس دجانيا بيت من قبل المهاجرين من العالية الثانية.
- تأسيس المجلس القومي اليهودي، المؤسسة الوطنية الرئيسية للجالية اليهودية (ييشوف) ضمن الانتداب البريطاني لفلسطين.

## المواليد
- 19 كانون الثاني (يناير)- مردخاي مكلف، جنرال إسرائيلي رئيس هيئة الأركان العامة الثالث للجيش الإسرائيلي (توفي عام 1978).
- 1 حزيران/ يونيو - عاموس يركوني، ضابط إسرائيلي بدوي كبير في الجيش الإسرائيلي (توفي عام 1991).
- 12 حزيران/ يونيو - إفرايم إفرون دبلوماسي إسرائيلي (توفي عام 1995).
- التاريخ الكامل غير معروف
  - ماتانيا أبرامسون، نحات إسرائيلي (توفي عام 2004).
  - ميخائيل جروس، رسام ونحات وفنان مفاهيمي إسرائيلي (توفي عام 2004).
  - حسيب الصباغ، رجل أعمال عربي فلسطيني (توفي 2010).

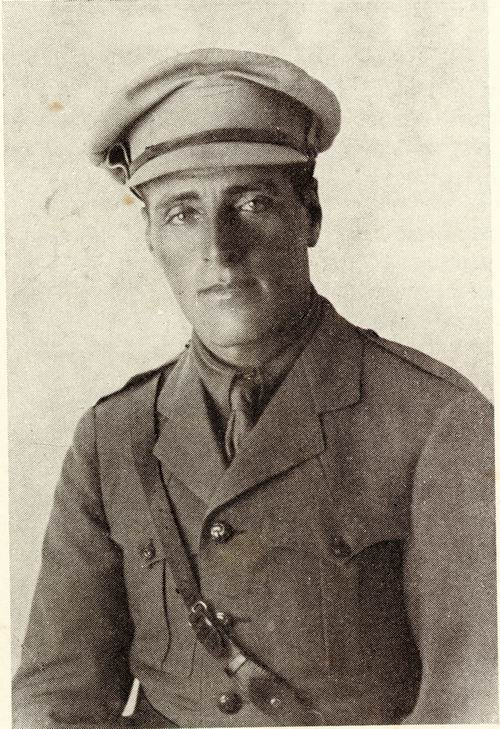
جوزيف ترومبلدور

- 1 مارس - جوزيف ترومبلدور (مواليد 1880)، ناشط صهيوني روسي المولد.